# 殷琰
殷琰（415年—473年），字敬珉，陳郡長平人。南朝宋官員，殷羨曾孫殷孝祖的族子。

## 生平
殷琰年輕時就得宋文帝賞識，其待遇與文帝很欣賞的王景文相同。殷琰初任江夏王劉義恭的征北行參軍，後來歷任始興王劉濬的後軍主簿、鄱陽太守、晉熙太守、豫州治中從事史及廬陵內史等職。孝建元年（454年），江州刺史臧質等人起兵反對宋孝武帝，殷琰逃離廬陵郡逃到北皖。同年臧質等人被消滅，殷琰得罪被囚於尚方，但不久就獲赦免，並獲除海陵王國的郎中令，但他沒有接受。大明四年（460年），年僅五歲的劉子頊擔任冠軍將軍、吳興太守，殷琰就獲授為其錄事參軍，行郡事。後殷琰歷遷豫州別駕，太宰戶曹屬、丹陽丞、尚書左丞、少府、尋陽王劉子房的冠軍司馬兼行南豫州事、右軍司馬兼行南豫州事及巴陵王劉休若的左軍司馬。
永光元年（465年），宋前廢帝以殷琰為黃門侍郎，後又調其為山陽王劉休祐的右軍長史，加南梁郡太守。不久休祐被召入朝，殷琰仍留豫州，行府州事。同年年末，宋明帝因政變而即位，調休祐為荊州刺史，本來就打算改以張岱任豫州刺史；但江州刺史晉安王劉子勛拒絕承認明帝帝位，反於翌年（466年）自立，明帝於是直接任命殷琰為督豫司二州南豫州之梁郡諸軍事、建武將軍、豫州刺史。不過，殷琰司馬劉順卻勸殷琰支持劉子勛，殷琰顧及他在建康的家眷，心意是傾向明帝，但當地人如前右軍將軍杜叔寶、前陳南頓二郡太守皇甫道烈、前馬頭太守皇甫景度、前汝南潁川二郡太守龐天生及前睢陽令夏侯季子等人都主張殷琰支持子勛，殷琰手中既無部曲，當地亦缺乏勢力，故只得聽從他們。明帝及休祐知豫州有變後分別派了柳倫及鄭瑗勸說殷琰，但二人到後即加入杜叔寶一方，眾人都以叔寶為領袖，內外軍事都由他掌管。
明帝知殷琰是為人所逼，故亦未有加害其於建康的家人，而劉子勛則任命殷琰為輔國將軍、梁郡太守，加豫州刺史，假節督南豫數郡。杜叔寶當時更向殷琰要求任高級屬官，時任殷琰長史的龐道隆恐懼，於是自請出使子勛所在的尋陽，殷琰於是任命叔寶為其長史，兼梁郡太守。另一方面，殷琰仍舊盡力供養休祐留在壽陽的家人。泰始二年（466年）二月，明帝派劉勔進攻豫州，杜叔寶派了劉順等領八千兵抵禦，但兩軍陷入僵持至劉順糧食將盡，叔寶嘗試運糧但為劉勔軍所敗，劉順遂於五月一日（5月30日）兵潰逃還壽陽。劉勔進圍壽陽後，叔寶為首眾人嬰城固守，再度陷入僵持局面，雖然明帝方屢屢勸降，但城中無法達成共識，最終還是一直守下去。
隨後，尋陽朝廷派了司州刺史龐孟虯領精兵解壽陽之圍，一度為守軍帶來希望，守軍更屢破其攻城設施。然而龐孟虯將至時其軍副呂興壽臨陣歸降，致令孟虯兵敗。八月，皇甫道烈、柳倫等二十一人以孟虯兵敗而開城門出降。同月，尋陽失陷，劉子勛被殺，明帝進一步派人以子勛已敗勸降，但杜叔寶下令封鎖消息，繼續堅守。不過宋明帝一直將自尋陽來的降人送到壽陽，尋陽覆滅的消息漸漸傳開，殷琰雖然一度尋求北魏援軍支援，但在劉勔允諾不殺降人後還是在十二月獻城投降。
殷琰後來任王景文的鎮南諮議參軍，兼少府。泰豫元年（472年）任少府加給事中。後廢帝元徽元年（473年）去世，享年五十九歲。

## 性格特徵
- 殷琰有計算謀策，進退都想保全自身，故臧質起兵時他出奔也沒有直接投奔孝武帝一方的建康，而走到北皖。
- 殷琰年輕時即以名聲和品行聞名，他本性亦溫和文雅，淡泊寡慾，對前朝舊事很熟悉，亦恭謹地事兄長。即使在壽春被圍近一年間仍得城內人們歸附。王景文、蔡興宗和褚淵等當時名人亦都和他友好。

## 家庭

### 父
- 殷道鸞，右軍長史。

### 兄
- 殷瑗，司徒右長史。

### 子
- 殷邈

## 延伸阅读
[在维基数据编辑]
 《宋書/卷87》，出自沈约《宋书》